# Справа Бофорса
Справа «Бофорса» — гучний корупційний скандал в Індії та Швеції в 1980-і роки, результатом якого стало внесення виробника зброї «Бофорс» до «чорного списку» підприємств і поразки партії Раджива Ганді «Індійський національний конгрес» на виборах.

## Хід подій
24 березня 1986 року шведська збройова компанія «Бофорс» і уряд Індії, очолюваний Радживом Ганді, підписали торговельну угоду на постачання 410 гаубиць типу FH-77B на загальну суму 1,2 мільярда доларів (що становило близько 14 мільярдів індійських рупій). Як з'ясувалося згодом, представники компанії дали хабаря людям з найближчого оточення Ганді, і, таким чином, забезпечили підтримку членами уряду укладення контракту саме з ними. Під час розслідування загальна сума хабарів була оцінена в 60 мільйонів доларів. Історія набула розголосу в 1987 році, але Центральне бюро розслідувань Індії прийняло кримінальну справу до провадження лише 22 січня 1990 року.
Розслідування з'ясувало, що представники компанії «Бофорс» платили величезні хабарі безпосередньо високопоставленим чиновникам і великим бізнесменам Індії, а угоди проходили з порушенням встановлених місцевими законами банківських процедур і фінансового законодавства. Розслідування вийшло далеко за межі Індії та Швеції. Так, в його ході з'ясувалося, що 27 мільйонів доларів було виплачено «Бофорс» панамській компанії «Свенска інкорпорейтед», а потім ця сума була виявлена на особистому рахунку великого індійського бізнесмена Вина Чадхи (Win Chadha) в банку «Суїс бенк корпорейшн», розташованому в Женеві. 7,5 мільйона доларів «Бофорс» перевела на рахунок британської фірми «АЕ Сервісес», і незабаром 97 % цієї суми було переведено на рахунки ще однієї панамської компанії «Колбар інвестментс лімітед», контрольованої іншим індійським бізнесменом, Оттавіо Кваттроккі, італійцем за національністю, пов'язаним із Сонею Ганді (також італійкою за походженням).

## Наслідки справи
Справу «Бофорса» було використано політичними противниками партії «Індійський національний конгрес», які на повний голос звинуватили Раджива і Соню Ганді в отриманні 20 мільйонів доларів хабарів за вплив на уряд Індії, результатом якого стало прийняття на озброєння в армію країни шведських зенітних гармат виробництва «Бофорс». Пропаганда противників партії «Індійський національний конгрес» виявилася успішною, і, в силу цієї та низки інших причин, ІНК на виборах 1989 року програла, і Раджив Ганді втратив посаду прем'єр-міністра. Думки індійської громадськості розділилися, багато хто вважає, що справа носила політичний характер.
Незаконні операції «Бофорса», за однією з версій, стали причиною вбивства шведського прем'єр-міністра Улофа Пальме 26 лютого 1986 року.
Гаубиці виробництва компанії «Бофорс» були застосовані в ході бойових дій під час індо-пакистанського інциденту в секторі Каргіл у липні 1999 року, в якому Індія здобула перемогу. Сама ж компанія була внесена в «чорний список», і протягом багатьох років їй було заборонено укладати угоди щодо зовнішньої торгівлі.

## Розслідування і судові процеси
У листопаді 1999 року справа «Бофорса», на думку багатьох, штучно гальмована протягом дев'яти років, дійшла до суду. Центральне бюро розслідувань Індії передало до суду матеріали звинувачень проти низки чиновників і бізнесменів. 25-сторінковий прокурорський висновок звинувачував у злочинній змові й отриманні хабарів колишнього секретаря міністерства оборони Індії С. К. Бхатнагара, вищезазначених бізнесменів Чадха і Кваттроккі, а також колишнього президента компанії «Бофорс» Мартіна Ардбо. У документі фігурувало й ім'я Раджива Ганді, але справу стосовно нього було припинено у зв'язку з його загибеллю у травні 1991 року.
2001 року померли Бхатнагар і Чадха. 5 лютого 2004 року звинувачення проти Раджива Ганді були повністю зняті. Рахунки Кваттроккі були заарештовані в грудні 2005 року. Він був оголошений у міжнародний розшук Інтерполом і 6 лютого 2007 року Кваттроккі заарештували в Аргентині. Незабаром його звільнили, попередньо заборонивши залишати Аргентину. Уряд Індії зажадав від Аргентини видачі Кваттроккі, але та відмовилася це зробити, пославшись на відсутність угоди про видачу злочинців. 4 березня 2011 року відбувся заочний процес, на якому Кваттроккі був повністю виправданий.